# Histoire de Melody Nelson
Histoire de Melody Nelson is een conceptalbum van de Franse artiest Serge Gainsbourg, verschenen in 1971. Het is geschreven in samenwerking met de componist en arrangeur Jean-Claude Vannier. Het werk kan worden gezien als een hommage aan het werk van Vladimir Nabokov, en dan vooral aan de roman Lolita. Het album is geconstrueerd rond een verhaal, en een vrouw, zijn muze Jane Birkin, die zowel in het geschetste beeld model staat voor Melody, alsook op een aantal plaatsen haar stem leent.

## Het verhaal van Melody Nelson
Het semiautobiografische verhaal vertelt hoe Gainsbourg met zijn Rolls-Royce Silver Ghost per ongeluk het adolescente meisje Melody Nelson van haar fiets rijdt. Vervolgens verleidt hij haar, hetgeen leidt tot een romance. Vervolgens verhaalt de zanger van zijn gevoelens en twijfels, (vooral in de tracks Valse de Melody en Ah! Melody), gevolgd door het verlies van het jonge meisje, doordat ze om het leven komt in een vliegtuigongeval (Cargo Culte). Tussen de ongelukken door verliest Melody nog wat meer bloed, gevolg van het plezier dat ze ontdekt in de armen van de verteller (l'Hôtel Particulier).

## Tracks
1. Melody
2. Ballade de Melody Nelson
3. Valse de Melody
4. Ah ! Melody
5. L'Hôtel particulier
6. En Melody
7. Cargo Culte